# جهانگیر صدیقی اند کو
جهانگیر صدیقی اند کو (انگلیسی: Jahangir Siddiqui & Co.) شرکت خدمات مالی و بانکداری پاکستانی است، که در سال ۱۹۷۱ توسط جهانگیر صدیقی تأسیس شد.